# Bonson (Alpes Marítimos)
Bonson é uma comuna francesa na região administrativa da Provença-Alpes-Costa Azul, no departamento Alpes Marítimos. Estende-se por uma área de 6,72 km², com  (Bonsonnois) 601 habitantes, segundo os censos de 1999, com uma densidade de 89 hab/km².